# Stadion an der Bleichstraße
Das Stadion an der Bleichstraße ist ein Fußballstadion im Mainzer Stadtteil Weisenau, Rheinland-Pfalz. Offiziell wird das Fassungsvermögen mit 8000 Besuchern angegeben, doch eine Zahl zwischen 3000 und 4000 Zuschauerplätzen ist realistischer. Es stehen an allen Seiten ausschließlich Stehplätze auf maximal fünf Steinstufen zur Verfügung. Die Spielstätte liegt zwischen Wohngebieten und der Bundesautobahn 60 am südlichen Rand von Weisenau.

## Geschichte
Der größte Teil des Sportgeländes an der Bleichstraße wurde 1925 gekauft. Zunächst wurde ein Hartplatz angelegt. Im August 1926 feierte man die Einweihung. Im September des folgenden Jahres wurde das alte Vereinsheim namens Die Hütt fertiggestellt. 1941 bekam das Spielfeld einen Belag aus Schlacke. Nach dem Zweiten Weltkrieg wurden die erheblichen Schäden beseitigt und die Anlage vergrößert. Dazu wurde eine angrenzende Ackerfläche angepachtet. Dieser und ein weiterer Acker kaufte die Stadt Mainz später an. So stand zum Aufstieg der SG Weisenau in die Oberliga, der damals höchsten Spielklasse,  im Jahr 1948 ein erstligataugliches Stadion bereit. 
Mitte der 1950er Jahre wurde weiterer Ackergrund angepachtet und später von der Stadt Mainz auf der Basis des Erbbaurechts erworben und dem Verein mit dem inzwischen angekauften Gelände zur Verfügung gestellt. 1956 wurde ein für die Oberliga erforderlicher Rasenplatz angelegt. Dieser wurde am 9. September des Jahres mit einem Spiel der SpVgg Weisenau gegen den VfL Neuwied (3:1) eingeweiht. 1958 ergänzte eine provisorische Behelfstribüne mit Sitzplätzen an einer der Längsseiten die Spielstätte. Zu dieser Zeit kamen in das enge Stadion bis zu 7000 Besucher. Es gab weitere Pläne zum Ausbau. 1965 wurde das alte Vereinsheim durch einen Neubau ersetzt, der im Oktober bezugsfertig war. Eine geplante Sitzplatztribüne für 450 Besucher wurde aber nicht gebaut. Da die Anlage auch für den Schulsport genutzt wurde, ließ die Stadt Mainz sie 1966 umfangreich renovieren. Zwei Jahre später wurde das Sportgelände zur Bezirkssportanlage. 1976 entstand neben dem Stadion eine Tennisanlage, die im August des Jahres eröffnet wurde. Im Mai 2001 war das zusätzliche Kunstrasenspielfeld einsatzbereit. Nach dem Abbau der Behelfstribüne bietet das Stadion an der Bleichstraße etwa 3000 Plätze. Eine Hintertorseite wurde im Winter 2004/05 renoviert. Die A-Junioren des 1. FSV Mainz 05 trugen die meisten ihrer Heimspiele der A-Junioren-Bundesliga 2006/07 an der Bleichstraße aus. 